# Obszar Chronionego Krajobrazu Północnego Pasa Rekreacyjnego Miasta Bydgoszczy

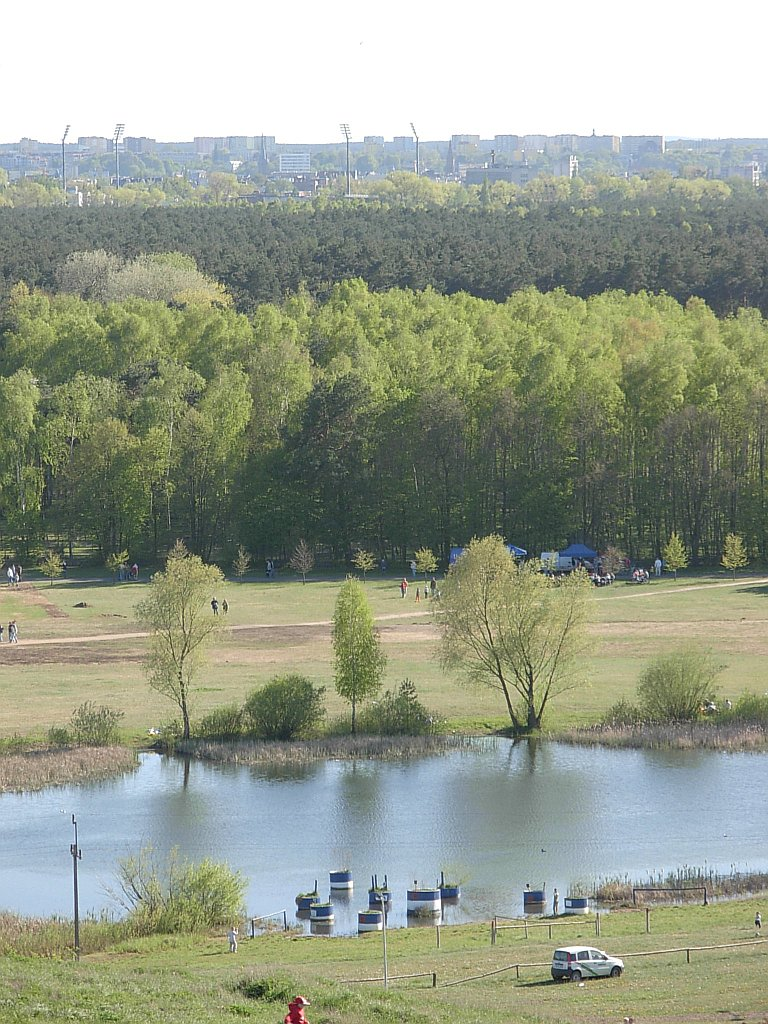
Tereny Leśnego Parku Kultury i Wypoczynku

Obszar Chronionego Krajobrazu Północnego Pasa Rekreacyjnego Miasta Bydgoszczy – obszar chronionego krajobrazu położony w centralnej części województwa kujawsko-pomorskiego.  Zajmuje powierzchnię 2143,17 ha.

## Historia
Obszar został utworzony na mocy Rozporządzenia Nr 9/91 Wojewody Bydgoskiego z dnia 14 czerwca 1991 roku. Powstanie w 1993 r. Parku Krajobrazowego Doliny Dolnej Wisły, do którego włączono fragmenty Zbocza Fordońskiego, spowodowało ograniczenie powierzchni obszaru chronionego krajobrazu i jego rozczłonkowanie na kilka części.

## Lokalizacja
Obszar znajduje się w północnej części miasta Bydgoszczy oraz w gminie Osielsko. Łączy się w spójny system ekologiczny ze strefami ochronnymi krawędzi doliny Wisły (na północnym wschodzie) i obszarem Zalewu Koronowskiego na zachodzie i północy. Obejmuje strefę krawędziową Wysoczyzny Świeckiej – oddzielającej ją od Kotliny Toruńsko-Bydgoskiej. W obrębie terytorium miasta Bydgoszczy obszar obejmuje fragment Zbocza Fordońskiego, Las Gdański z ujęciami wód podziemnych, Leśny Park Kultury i Wypoczynku oraz górny taras Fordonu.

## Charakterystyka
Obszar ten został utworzony ze względu na duże walory estetyczne i krajobrazowe, a także przyrodnicze stref krawędziowych opadających na wschód ku dolinie Wisły i na południe – ku pradolinie Wisły. Charakteryzuje go wielorakość form morfologicznych. Obszar stanowi tereny źródliskowe m.in. Strugi Myślęcińskiej, Zacisze, Strugi Rynkowskiej. Występują tu lęgowe gatunki ptaków wymienianych w załączniku I Dyrektywy Ptasiej: dzięcioł czarny, dzięcioł średni, lerka, gąsiorek, rybitwa rzeczna. Znajduje się tu także jedno z nielicznych udokumentowanych stanowisk puszczyka w Bydgoszczy.
Z uwagi na walory krajobrazowe i przyrodnicze jest popularnym miejscem wypoczynku codziennego i świątecznego dla mieszkańców Bydgoszczy.